# Aquilla (Teksas)
Aquilla je grad u američkoj saveznoj državi Teksas. Prema popisu stanovništva iz 2010. u njemu je živjelo 109 stanovnika.